# Řád Klementa Gottwalda
Řád Klementa Gottwalda – za budování socialistické vlasti je bývalé státní vyznamenání vzniklé roku 1953, respektive 1955. Původně řád vznikl vládním nařízením číslo 14/1953 Sb. pod jménem Řád budování socialistické vlasti. Vládním nařízením číslo 5/1955 Sb. vznikl Řád Klementa Gottwalda jako nástupce předchozího. Hvězda a závěs byly raženy ze zlata o ryzosti 986, celková hmotnost byla 77,5 gramů.
Šlo o nejvyšší státní vyznamenání v socialistickém Československu.

## Nositelé
Nositelem řádu byl např. sám Klement Gottwald (před přejmenováním), československý prezident Gustáv Husák (vyznamenán čtyřikrát), nejvyšší představitel Sovětského svazu Leonid Iljič Brežněv (vyznamenán dvakrát), nejvyšší představitel socialistické Kuby Fidel Castro, ostravský starosta Josef Kotas, kolektiv Revoluční odborové hnutí a Jednotek lidových milicí nebo prezident Severní Koreje Kim Ir-Sen.

## Galerie

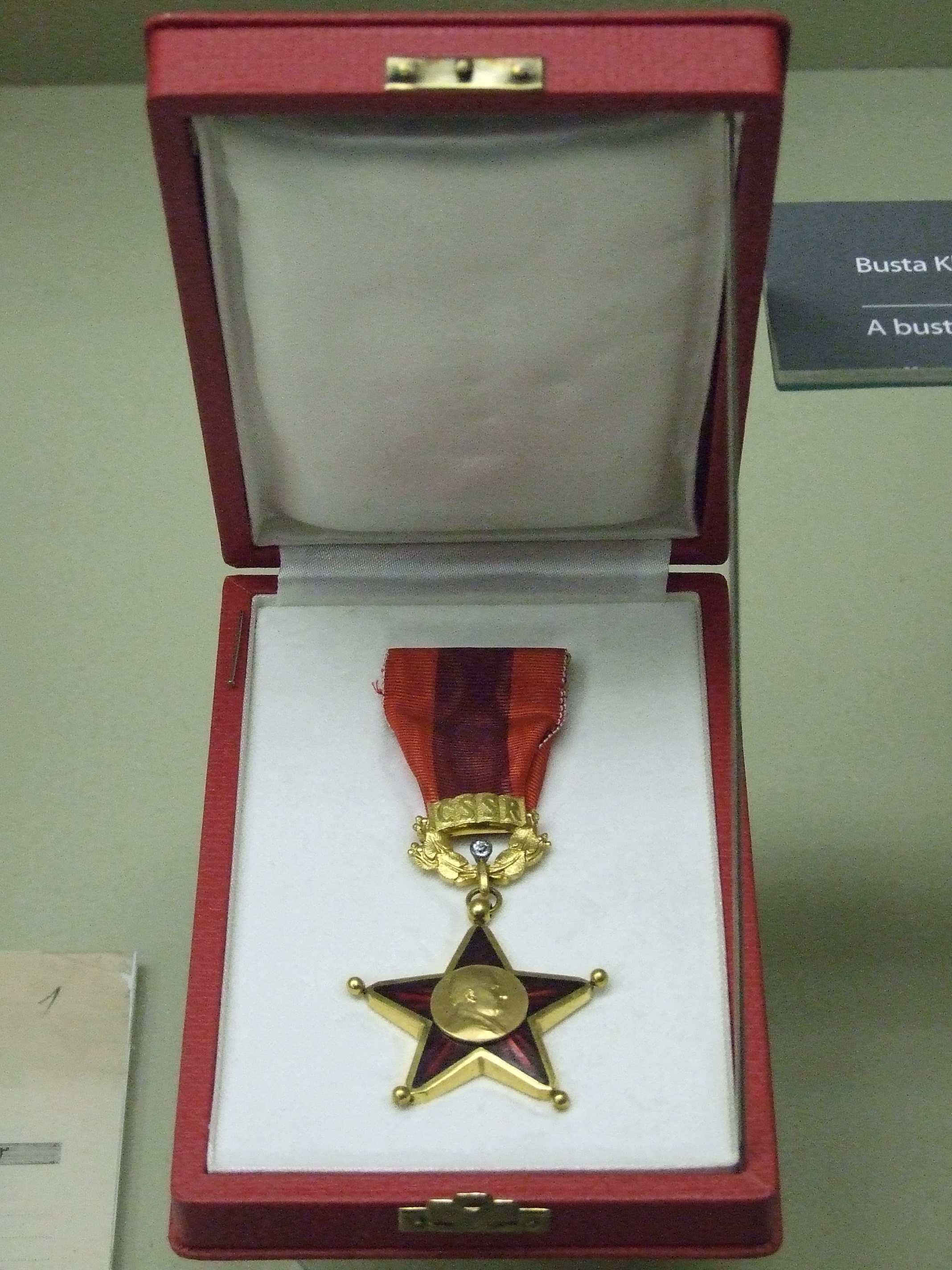
Insignie řádu.
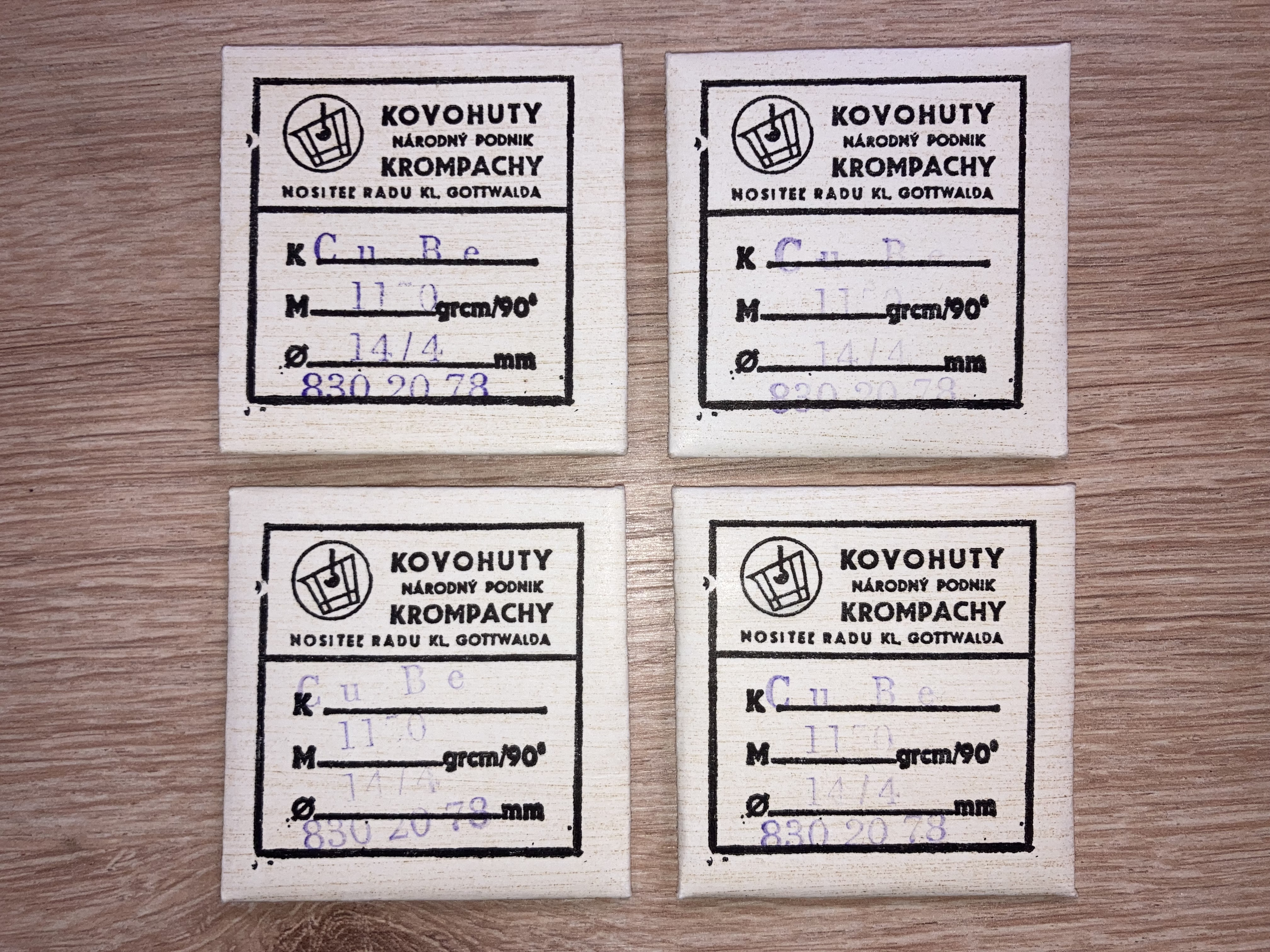
Tento řád mohly obdržet i celé podniky - jako např. zde: "Kovohuty - Krompachy".